# Chromocryptus lilloi
Chromocryptus lilloi är en stekelart som först beskrevs av Porter 1967.  Chromocryptus lilloi ingår i släktet Chromocryptus och familjen brokparasitsteklar. Inga underarter finns listade i Catalogue of Life.